# Extensió (anatomia)

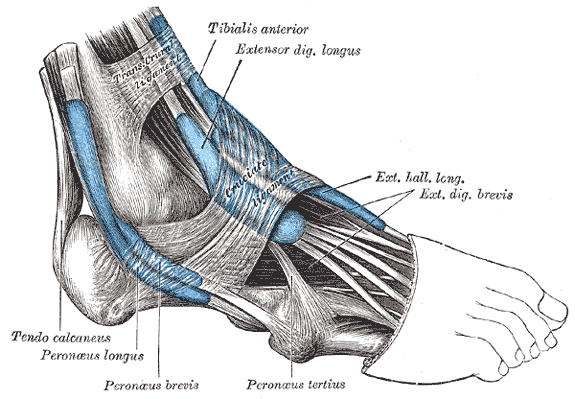
El múscul extensor del dit gros del peu és un exemple d'extensió en l'anatomia humana

L'extensió en anatomia és un moviment de separació entre ossos o parts del cos, en direcció anteroposterior. És l'oposat a la flexió. Per exemple, és una extensió l'allunyament de l'avantbraç i braç, aliniant-los.
Els músculs que causen extensions són músculs extensors. En l'exemple d'abans el múscul extensor és el tríceps braquial.

## Músculs extensors
- Múscul extensor

- Múscul extensor llarg dels dits del peu
- Múscul extensor curt del polze
- Múscul extensor llarg del dit gros del peu
- Múscul extensor propi de l'índex
- Múscul extensor radial curt del carp
- Múscul extensor radial llarg del carp
- Múscul extensor ulnar del carp
- Triceps brachii o triceps extensor cubiti